# بيتر بيرد (كاتب)
بيتر بيرد (بالإنجليزية: Peter Hill Beard)‏ هو صحفي وكاتب ومصور أمريكي، ولد في 22 يناير 1938 في نيويورك في الولايات المتحدة.

## وصلات خارجية
- الموقع الرسمي
- بيتر بيرد على موقع IMDb (الإنجليزية)
- بيتر بيرد على موقع ديسكوغز (الإنجليزية)